# We Love Life
We Love Life je sedmé studiové album britské rockové skupiny Pulp. Bylo vydáno 22. srpna 2001.

## Seznam skladeb
Autory všech skladeb jsou Cocker, Banks, Doyle, Mackey a Webber, pokud není uvedeno jinak.
1. „Weeds“ – 3:42
2. „Weeds II (The Origin of the Species)“ – 3:58
3. „The Night That Minnie Timperley Died“ – 4:38
4. „The Trees“ – 4:49
5. „Wickerman“ – 8:17
6. „I Love Life“ – 5:31
7. „The Birds in Your Garden“ – 4:11
8. „Bob Lind (The Only Way Is Down)“ – 4:16
9. „Bad Cover Version“ – 4:16
10. „Roadkill“ – 4:16
11. „Sunrise“ (Cocker, Banks, Doyle, Mackey, Webber, Mansell) – 6:02

## Obsazení
- Jarvis Cocker – zpěv
- Mark Webber – kytara
- Candida Doyle – klávesy
- Steve Mackey – baskytara
- Nick Banks – bicí